# コミュニティーファクトリー
株式会社コミュニティファクトリー（英: Community Factory Inc.）は、かつて存在した日本のインターネット企業。スマートフォンアプリケーション事業を主としていた。
2015年1月5日にヤフーに吸収合併され、解散した。

## 概要
スマートフォンアプリケーション開発を事業の主とする。2008年よりmixiアプリの開発開始し、また2009年にはミクシィに対して第三者割当増資を実施し、ミクシィの関係会社となった。
2012年にヤフーに買収され子会社となった。

## 沿革
- 1999年10月：会社設立
- 2006年2月8日：会社創立
- 2008年末：ソーシャルアプリの開発開始
- 2009年4月23日：株式会社ミクシィに対して第三者割当増資（総額2,000万円）を実施。資本金を2,620万円に増資した。これはmixiファンドの第1号案件であった。[4]
- 2009年12月7日：株式会社サイバーコミュニケーションズに対して第三者割当増資を実施。資本金を6,340万円に増資した。[5]
- 2010年4月：mixiアプリ「みんなでケンテイ」リリース
- 2010年8月：mixiアプリの総ユーザー数が700万人を突破
- 2010年8月：mixiアプリ『みんなのリゾート』リリース
- 2010年8月17日：mixiアプリモバイル 『ガールズ★スタイル』リリース
- 2010年9月：mixiアプリの総ユーザー数が800万人を突破
- 2010年10月：mixiアプリの総ユーザー数が900万人を突破
- 2010年11月：mixiアプリ『みんなでケンテイ』、会員数500万人を突破
- 2010年11月19日：ブラジル市場向けにソーシャルアプリ『Meu Planeta』リース[6]
- 2011年10月：スマートフォンアプリケーション『DECOPIC』リリース
- 2011年11月：『DECOPIC』の総ダウンロード数が100万を突破[7]
- 2012年12月：『DECOPIC』の総ダウンロード数が200万を突破[8]
- 2011年12月：Androidアプリ『piqUp』リリース
- 2012年1月：『DECOPIC』の総ダウンロード数が300万を突破
- 2012年5月：『DECOPIC』の総ダウンロード数が600万を突破[9]
- 2012年6月：スマートフォンアプリケーション『幸せココロサプリ』リリース
- 2012年9月：ヤフー株式会社が全株を取得[10][3]
- 2012年11月：スマートフォンアプリケーション『ペタットカレンダー』リリース
- 2012年12月：スマートフォンアプリケーション『Petapic』リリース
- 2012年12月：Androidアプリケーション『かんたん家計簿まねぶた』リリース
- 2013年1月：『DECOPIC』の総ダウンロード数1200万を突破、『Petapic』の総ダウンロード数が100万を突破[11]
- 2015年1月5日：ヤフーに吸収合併され解散[2]。

## 提供アプリ一覧
- ワタシのドレイちゃん
- どきどきダイナマイトパニック
- 伝説のトーテムポール
- あしあと帳
- チョメチョメボード
- ScriptEditor
- ワールドクロック
- DECOPIC
- Petapic
- 幸せココロサプリ
- piqUp
- ペタットカレンダー
- かんたん家計簿まねぶた
- みんなでケンテイ

## mixiアプリ「ワタシのドレイちゃん」騒動
2009年8月25日に公開されたmixiアプリ「ワタシのドレイちゃん」が、その過激な内容からユーザーから大きな批判を受け、即日削除された。開発元であるコミュニティーファクトリーは、ミクシィの事実上の子会社であり、またこのアプリ公開はミクシィの審査を通過してのものであったので、ミクシィにも批判が寄せられた。

### ゲーム内容
- ユーザーがマイミクシィをドレイ（奴隷）として売り買いする人身売買ゲームである。
- 売買で手に入れたドレイをユーザーは強制労働させて金を稼がせる。
- ドレイであるマイミクシィには自由にニックネームをつけたり、自由なセリフをしゃべらせることが可能（社会的に不適切なものでもOK）。
- トップページの説明趣旨には、「mixiに登録しているあなたのマイミクたちが、ドレイ市場で売られているよ。マイミクをドレイちゃんとして買い取って、屈辱的なニックネームをつけたり、変なセリフを言わせたり…」と書かれていた[13]。